# Cantagallo (kommun)
Cantagallo är en kommun i Colombia.   Den ligger i departementet Bolívar, i den norra delen av landet, 290 km norr om huvudstaden Bogotá. Antalet invånare är 7 811.